# Тамме, Виллу
Ви́ллу Та́мме (эст. Villu Tamme; 2 ноября 1963, Таллин, Эстонская ССР, СССР) — эстонский рок-музыкант и политический деятель, солист и гитарист группы «J.M.K.E.».
Среди молодёжи и панков Эстонии имеет прозвище «панк Виллу» (эст. punkar Villu).

## Биография
Виллу Тамме всерьёз увлёкся панк-культурой ещё в 1978 году, в возрасте 15 лет. Всё началось с того, что одноклассница подарила ему стикер с изображением группы «Sex Pistols» из финского музыкального журнала «Suosikki». Позже Виллу увидел живое выступление «Sex Pistols» по финскому телевидению.
Свою первую школьную рок-группу Виллу создал в 1980 году. Затем было ещё несколько подростковых коллективов, пока в 1982 году Тамме не стал гитаристом и автором песен первой в своей жизни профессиональной группы «Velikije Luki». В 1985 году Виллу организовал проект «J.M.K.E.», продолжая какое-то время играть в обеих группах, однако через некоторое время он покинул «Velikije Luki» окончательно.
В «J.M.K.E.» он играл на гитаре; Венно Ванамёльдер, вернувшийся недавно из армии, стал ударником, а вокалистом поначалу был Мати Порс. Дебютный концерт новой группы состоялся 18 января 1986 года. На этом же концерте группа получила своего басиста первого состава — Тарво Варреса. Сначала он должен был выполнять обязанности звукотехника, но поскольку басист «J.M.K.E.» не справлялся с возложенной на него задачей, на концерте Тарво занял его место. После ухода вокалиста Мати из группы петь вместо него стал Виллу Тамме.
Тамме является автором большинства песен «J.M.K.E.», в том числе их главного хита «Tere perestroika!» («Здравствуй, перестройка!»).
В 2007 году Виллу Тамме был выдвинут кандидатом в депутаты эстонского парламента от Партии зелёных Эстонии (эст. Erakond Eestimaa Rohelised).

## Награды и премии
- 1995 — Вторая премия Драматического конкурса Эстонской театральной агентуры за пьесу «Haned võlgu» («Гуси в долг»)[2].
- 2014 — Орден Белой Звезды V степени[3]